# Nothing in This World
Nothing in This World (англ. Ничто в этом мире) —  второй официальный сингл в жанре поп-рок с дебютного альбома Пэрис Хилтон Paris. Бэк-вокал в песне принадлежит на тот момент неизвестной широкой общественности певице Kesha.
Он был официально представлен в Top 40 радио Mainstream  в Соединенных Штатах 28 августа 2006 года .В Великобритании  физический сингл был выпущен 6 ноября 2006 года, но возможность скачать трек у британских меломанов появилась на неделю ранее.
Журнал Billboard назвал Nothing in This World безусловно крепким треком и настоящей жемчужиной всего альбома.

## Музыкальное видео
Клип на песню был снят режиссёром Скоттом Спиром 5 и 6 сентября в Пасадине в Long Beach Polytechnic High School.
Сценарий видео является вольной пародией на комедийный фильм «Соседка». Пэрис Хилтон в роли популярной звезды, по которой сходит с ума юный неудачник в исполнении Ника Лэйна. Но однажды девушка мечты объявляется на пороге его дома, и жизнь паренька круто меняется. Эпизодические роли в клипе исполнили Элиша Катберт и Скотт Элрод.
Премьера видео состоялась 22 сентября на AOL, а в Канаде на MuchMusic. Видео популярно и на YouTube, где получило более 17,2 миллиона просмотров. Клип также провёл 7 недель в VH1 Top 20 Video Countdown, где он достиг максимальной пятой строчки на четвёртой неделе в чате.

## Список композиций
- iTunes edition

1. Nothing in This World
2. Nothing in This World (Dave Audé Club Mix)
3. Nothing in This World  (Jason Nevins Radio Edit)
4. Nothing in This World  (Dave Aude Radio Edit)
5. Nothing in This World  (Kaskade Remix)
6. Nothing in This World  (Jason Nevins Club Mix)
7. Nothing in This World  (Kaskade Radio Edit)

- UK edition (CD 1)

1. Nothing in This World  (album version)
2. Nothing in This World  (Jason Nevins Extended Mix)

- UK edition (CD 2)

1. Nothing in This World  (album version)
2. Nothing in This World  (Jason Nevins Radio Mix)
3. Nothing in This World   (Kaskade Mix)
4. Nothing in This World  (Dave Audé  Mixshow)

## Чарты и сертификации
| Чарт (2010)                         | Лучшая позиция |
| ----------------------------------- | -------------- |
| ARIA                                | 32             |
| Бельгия/Фландрия (Ultratop 50)      | 46             |
| Бельгия/Валлония (Ultratop 50)      | 7              |
| Нидерланды (Single Top 100)         | 84             |
| Финляндия (Suomen virallinen lista) | 7              |
| Media Control AG                    | 34             |
| Ирландия (IRMA)                     | 38             |
| Sverigetopplistan                   | 36             |
| Official Charts Company             | 55             |
| Eska Best Pop 10                    | 2              |
| Record Report                       | 6              |